# РМС Карпатија
РМС Карпатија (енгл. RMS Carpathia) је био путнички пароброд Уједињеног Краљевства, грађен од стране Кјунард лајнера. Карпатија је своје прво путовање имала 1903. године, а постала је светски позната 1912. по спасавању путника са Титаника.

## Историја
Краљевски оклопни брод (Royal Mail Ship) Карпатија је грађена од стране Свен Хантер и Вигам Ричардсон (Swan Hunter & Wigham Richardson) компаније. Градња је била у бродоградилишту у Њукаслу у Уједињеном Краљевству и брод је завршен 6. августа 1902. године а своје прво пробно путовање је имала од 22. априла до 25. априла 1903.. Карпатија је имала 8.600 тона, 164m дугачка и 18m широка.
Карпатија је своје прво, такозвано девичанско (maiden voyage), путовање је имала 5. маја 1903. на релацији Ливерпул, Енглеска до Бостона САД. Даљи сервис је имала на релацијама између Њујорка, Трста и разних других медитеранских лука.

### Карпатија и Титаник
У ноћи 14. априла 1912, Карпатија је била на путу из Њујорка ка Фиуме, Аустроугарска (данас Ријека, Хрватска). Превозила је путнике, међу којима су били и Колин Кембел Купер (Colin Campbell Cooper) сликар и Чарлс Маршал (Charles H. Marshall), чије су три рођаке путовале у супротном правцу са Титаником.
Телеграфиста Харолд Котам (Harold Cottam), који је пропустио да прими прву поруку са Титаника пошто је тада био на заповедничкој палуби, је примио поруку са Кејп Рејса (Cape Race) у којој је стајало да има да се пренесе приватна порука за Титаник. Он је о овоме, да би помогао, послао нову поруку Титанику, али уместо нормалног одговора он је примио позив за помоћ (СОС).
Котам је одмах пробудио капетана Артура Хенрија Рострона (Arthur Henry Rostron), који је одредио нови курс броду, максималном брзином према задњој познатој позицији Титаника, отприлике 93km удаљеној од Карпатије. Капетан Рострон је наредио затварање грејања и употребу топле воде, да би повећао искоришћење снаге бродског мотора. После проласка кроз поља са леденим бреговима, Карпатија је у 4 сата ујутро стигла на место несреће. Посада Карпатије је успела да спасе 705 бродоломника од укупно 2.223 путника и чланова посаде који су се налазили на Титанику
Лекар на Карпатији био је Суботичанин Артур Мунк (1886-1955).

### Признања
За своје учешће у спашавању настрадалих са брода Титаник, посада Карпатије је била награђена медаљама. Чланови посаде су добили бронзане медаље, бродски официри су добили сребрне медаље а капетан Рострон је добио сребрни бокал и златну медаљу, које им је предала позната америчка уметница Моли Браун.
Капетан Рострон је касније чак био позван у Белу кућу од стране тадашњег председника САД Вилијама Тафта, где му је предата Конгресна златна медаља, највеће могуће признање које је конгрес могао да му додели.

### Крај Карпатије
Брод који је запамћен по хуманитарној акцији спашавања, потопљен је од стране подморнице. Карпатија је била део конвоја који је био нападнут 17. јула 1918. од стране немачке подморнице У 55 и торпедована је са три торпеда. Спашено је 157 чланова посаде и путника, од стране другог брода ХМС Снодроп, следећег дана. Карпатија је потонула са крмом напред у 2:45 ујутро.

### Спашавање олупине
Олупина Карпатије је пронађена 1999. од стране професионалног гњурца Клајв Каслера на дубини од 500 ft (150 m). После напада подморнице Карпатије је потонула, изврнула се и палубом легла на морско дно. Олупина лежи на источној обали Ирске.
Садашњи власник олупине је Премијер Егзибишнс (Premier Exhibitions Inc.) који планира у будућности да вади предмете са брода. Иста та компанија има права на вађење предмета са Титаника, где су већ неки предмети извађени и показију се по свету на појединим изложбама.